# Hélène Clément
Hélène Clément, née le 10 mars 1971 à Tournai est une femme politique belge wallonne, membre du Centre démocrate humaniste.
Elle est psychologue et professeur dans une école d’infirmières.

## Fonctions politiques
- Députée fédérale du 2 au 15 juillet 2009, en remplacement de Catherine Fonck.